# Sucha Góra Wąskotorowa
Sucha Góra Wąskotorowa – dawna wąskotorowa towarowa stacja kolejowa a obecnie przystanek osobowy o nazwie Sucha Góra znajdujący się w Bytomiu, w województwie śląskim, w Polsce. 
Stacja była zlokalizowana w kilometrze 5,8 linii Nowy Karb – Bibiela i 10,9 linii Bytom Rozbark – Sucha Góra. Została otwarta w 1854 roku.